# ألان براون (سياسي)
ألان براون (بالإنجليزية: Alan Brown)‏ هو سياسي أسترالي، ولد في 25 يناير 1946 في أستراليا. حزبياً، نشط في حزب أستراليا الليبرالي (الفرع الفيكتوري) ‏. وقد انتخب عضو الجمعية التشريعية فيكتوريا.